# M40 (天体)
座標:  12h 22m 12.53s, +58° 04′ 58.6″
M40は、おおぐま座の離角51.7秒角の二重星である。WNC 4と同定され、その説が支持されている。

## 概要
1764年にシャルル・メシエが、17世紀にヨハネス・ヘヴェリウスによって星雲があるとされた領域を観測した際に発見した二重星である。1966年、アメリカのアマチュア天文家ジョン・マラスによって、このM40は、1863年にフリードリヒ・ヴィネッケによって発見されたウィンネッケ4であるとされ、現在はSIMBADでもその見解が支持されている。

## 観測史
1660年に初めてヨハネス・ヘヴェリウスが記録し、続いて1733年にウィリアム・デラムが、さらに1792年にモーペルテュイがリストに加えているが、その位置に星雲状の天体はなかったとされている。
メシエは1764年10月24日から25日にかけてこの位置に二重星を認め、後にメシエカタログに加えた。「（彼の望遠鏡のうち）6フィート単レンズ屈折望遠鏡では分離が難しいことから、ヘベリウスが星雲として見誤ったものと推測される」と記載されている。
ヨハン・ボーデはおおぐま座δ星の近くに星雲に包まれたような重星を見たと報じたが、カミーユ・フラマリオンは、そこには星雲も星団もないとして、存在を認めなかった。チェコ生まれのスロバキアの天文学者アントニーン・ベチュヴァーシュは星表に位置だけを示して説明はつけなかった。
各天文家の観測位置を2000年分点に修正した結果を以下に示す。
- ヘヴェリウス (1660年) 赤経 12h 31m 赤緯 58° 27'
- メシエ (1746年) 赤経 12h 22m 赤緯 58° 5'
- フラマリオン (1919年) 赤経 12h 24m 赤緯 57° 33'
- ベチュヴァーシュ (1964年) 赤経 12h 35m 赤緯 58° 13'